# Литва на зимових Олімпійських іграх 2014
Литва на зимових Олімпійських іграх 2014 року в Сочі була представлена 9 спортсменами у 5 видах спорту.

## Біатлон
Спринт
| Змагання | Спортсмени         | Час     | Промахи | Місце |
| -------- | ------------------ | ------- | ------- | ----- |
| Чоловіки | Томас Каукенас     | 26:26.2 | 0+2     | 48    |
| Жінки    | Діана Расімовічюте | 23:18.6 | 1+1     | 51    |

Переслідування
| Змагання | Спортсмени         | Час     | Промахи | Місце |
| -------- | ------------------ | ------- | ------- | ----- |
| Чоловіки | Томас Каукенас     | 36:49.8 | 1+0+0+2 | 40    |
| Жінки    | Діана Расімовічюте | 34:07.1 | 0+0+0+2 | 43    |

## Склад збірної

### Шорт-трек
| Змагання | Спортсмени      | Відбірні змагання | Відбірні змагання | Чвертьфінал | Чвертьфінал | Півфінал  | Півфінал | Фінал     | Фінал |
| Змагання | Спортсмени      | Результат         | Місце             | Результат   | Місце       | Результат | Місце    | Результат | Місце |
| -------- | --------------- | ----------------- | ----------------- | ----------- | ----------- | --------- | -------- | --------- | ----- |
| 500 м    | Агне Серейкайте |                   |                   |             |             |           |          |           |       |
| 1000 м   | Агне Серейкайте |                   |                   |             |             |           |          |           |       |
| 1500 м   | Агне Серейкайте |                   |                   |             |             |           |          |           |       |